# Ари-Аул
Ари-Аул (чечен. Арие Овл, Архӏи-Авла) — село в Веденском районе Чеченской Республики. Входит в состав Макажойского сельского поселения. Согласно планам восстановления Чеберлоевского района, село планируется передать в его состав.

## География
Село расположено на левом берегу реки Ансалта, в 7 км к северо-западу от села Макажой и в 60 км к юго-западу от районного центра Ведено, 127 км от Грозного.
Ближайшие населённые пункты: на юге Буни, на юго-востоке — Макажой, Тунжи-Эвла и Ихарой.

## История
В 1906 году Ари-Аул входил в состав Макажоевского общества 5-го участка Веденского округа Терской области. В ауле проживало 60 семей, число жителей мужского пола — 161, число жителей женского пола — 142.

## Население
| 2002 | 2010 |
| ---- | ---- |
| 0    | ↗1   |